# Municipio de St. Clere
El municipio de St. Clere (en inglés: St. Clere Township) es un municipio ubicado en el condado de Pottawatomie en el estado estadounidense de Kansas. En el año 2010 tenía una población de 72 habitantes y una densidad poblacional de 0,93 personas por km².

## Geografía
El municipio de St. Clere se encuentra ubicado en las coordenadas 39°21′40″N 96°6′0″O / 39.36111, -96.10000. Según la Oficina del Censo de los Estados Unidos, el municipio tiene una superficie total de 77.64 km², de la cual 77,3 km² corresponden a tierra firme y (0,44 %) 0,34 km² es agua.

## Demografía
Según el censo de 2010, había 72 personas residiendo en el municipio de St. Clere. La densidad de población era de 0,93 hab./km². De los 72 habitantes, el municipio de St. Clere estaba compuesto por el 100 % blancos. Del total de la población el 4,17 % eran hispanos o latinos de cualquier raza.